# Biorg Trinity
Biorg Trinity ist eine Manga-Serie von dem japanischen Autor Otaro Maijo und japanischen Zeichner Oh! Great, die von 2012 bis 2018 in Japan erschien. Die Action- und Science-Fiction-Serie wurde in 14 Sprachen übersetzt.

## Inhalt
In der nahen Zukunft wird die Menschheit von einem Virus geplagt, das bei den Erkrankten Löcher in den Handflächen entstehen lässt. Durch diesen „Bio Bug“ können sie mit allem verschmelzen, was sie anfassen. Während für die meisten Betroffenen der Virus ein Fluch ist, will ihn sich der Oberschüler Fujii zu Nutze machen, um endlich seiner Mitschülerin Fumiho näher zu kommen. Doch die hat im Biorg Hunter Hose einen Bodyguard, der alle anderen Bugler, wie die Erkrankten genannt werden, von dem Mädchen fernhält. So entspinnt sich bald eine Rivalität zwischen den beiden Jugendlichen, während durch das Auftauchen immer neuer Bugler mehr über die Natur des Virus herauskommt. Auch Fujiis Klassenkameradin Kiwako wird infiziert, kann sich aber mit ihren neuen Fähigkeiten gut arrangieren. Fujii dagegen ist besorgt, er könnte sich versehentlich in ein Monster verwandeln.

## Veröffentlichung
Der Manga erschien von Dezember 2012 bis Dezember 2017 zunächst im Magazin Ultra Jump bei Shūeisha. Der Verlag brachte die Kapitel später gesammelt in 14 Bänden heraus. Eine deutsche Übersetzung erschien von Oktober 2014 bis Februar 2021 mit allen 14 Bänden bei Planet Manga. Zum Abschluss erschienen die ersten beiden Bände gemeinsam als Starter Pack erneut. Planet Manga brachte auch eine italienische Fassung heraus, Kazé eine französische und Sharp Point Press eine chinesische.

## Rezeption
Nachdem sich der erste Band in Japan innerhalb von zwei Wochen über 63.000 Mal verkaufte, erreichte der sechste Band über 81.000 Verkäufe in zwei Wochen und gelangte dabei bis auf Platz 19 der Manga-Verkaufscharts. Band 14 erreichte nur noch knapp 30.000 Verkäufe in der ersten Woche und eine Platzierung auf Rang 30.
Die AnimaniA schreibt, die Geschichte habe typisch für Oh! Great eine groß angelegte Story mit überzeichnetem Plot und Charakteren, strotze nur so vor skurrilen Ideen und „auch bei den Illustrationen schöpft Oh! Great aus den Vollen“. Der sprunghafte Plot werde in atemberaubenden Artworks, in dynamisch gestalteten Panels und abwechslungsreichen Blickwinkeln erzählt.